# Aeschynomene viscidula
Aeschynomene viscidula är en ärtväxtart som beskrevs av André Michaux. Aeschynomene viscidula ingår i släktet Aeschynomene och familjen ärtväxter. Inga underarter finns listade i Catalogue of Life.